# カイキマン
カイキマン（7月5日 - ）は、日本の元お笑い芸人、元お笑いタレント、イラストレーター、コラムニスト(世田谷ロマン名義)。オスカープロモーションに所属していた。
本名、後潟 戒揮（うしろがた かいき）。東京都品川区出身。

## 略歴
- かつてはTHE CHERRY COKE$のMOCCHIとジャンタスティックというコンビで活動していたが、解散。
- 解散後はピン芸人となり、本名の「後潟戒揮」から「カイキマン」へ改名した。
- 芸風は「一人芝居」的コントや漫談。
- 恋愛コラムなどを書く際は「世田谷ロマン」名義で活動。肩書は「ロマンティックコーディネーター」

## 世田谷ロマン
- "ブサメン"が売れっ子ホストになる方法とは(マイナビニュース)
- ホストの仕事の表と裏--客獲得のためにあんなところにまで出向く彼らの現実(マイナビニュース)

## 出演

### バラエティ
- ゲームレコードGP（MONDO TV）